# بيتر كوك (فارس)
بيتر كوك (بالإنجليزية: Peter Cook)‏ هو فارس أسترالي، ولد في 15 ديسمبر 1950.